# Georg Hermann von Mühlig
Georg Hermann Mühlig, ab 1893 Ritter von Mühlig, (* 6. November 1826 in Zweibrücken; † 9. November 1907 in Konstantinopel) war ein deutscher Arzt.

## Leben
Georg Hermann Mühlig wurde am 6. November 1826 als Sohn des Kaufmanns Hermann Josef Mühlig und dessen Ehefrau Louise Catharina, geb. Lang, in Zweibrücken geboren. Ohne die erforderlichen Genehmigungen wanderte die Familie 1830 nach Griechenland aus. Dies war offenbar gut vorgeplant, denn Hermann Josef Mühlig fand sogleich Anstellung im Griechischen Kriegsministerium. Aufgrund der Griechischen Revolution musste die Familie das Land Anfang 1844 verlassen und ging über Smyrna nach Konstantinopel, wo der Vater eine Großhandlung eröffnete.
Der Sohn Georg Hermann kehrte im Herbst desselben Jahres nach Deutschland zurück, um in Heidelberg Medizin zu studieren. Bereits im November 1847 promovierte er dort zum Dr. med. und ging wieder nach Konstantinopel, wo er sich als Arzt niederließ. 1849 wurde er Arzt am Hôpital de la Marine und 1851 am Hôpital de l’Arsenal. 1857 wurde Mühlig Arzt des Deutschen Evangelischen Wohltätigkeitsvereins am Deutschen Krankenhaus. Im selben Jahr heiratete er Matilde Buskovich. Aus der Ehe gingen drei Söhne und zwei Töchter hervor. 1860 wurde Mühlig der Titel eines Gesandtschaftsarztes verliehen.
Als im Jahr 1865 eine verheerende Cholera-Epidemie, die schon seit 1846 grassierte, Konstantinopel erreichte, behandelte Mühlig täglich mehrere Tausend Kranke und führte daneben seine normale Tätigkeit als Chefarzt des Deutschen Krankenhauses weiter fort. Er wurde in die Internationale Cholera-Konferenz berufen. Für seinen Kampf gegen die Cholera erhielt er hohe Auszeichnungen, u. a. aus Schweden, Russland, Frankreich und der Türkei.
Mühlig wurde im letzten Drittel des 19. Jahrhunderts bei allen ernsteren Erkrankungen des Sultans und seiner Familie zu Rate gezogen. Er war 1. konsultierender Arzt des Sultans, lehnte jedoch stets ab, ganz in türkische Dienste zu treten. In den Jahren 1884, 1885 und 1892 wurde Mühlig durch den Sultan für seine Verdienste mit hohen türkischen Orden geehrt.
Die engen Kontakte Mühligs, der ja auch weiterhin deutscher Botschaftsarzt war, zur türkischen Herrscherfamilie, waren auch politisch von Bedeutung. Wie der damalige deutsche Botschafter Hugo von Radolin später bestätigte, konnte Mühlig sowohl wichtige Informationen aus dem Umkreis des Sultans gewinnen wie auch dem Sultan deutsche Anliegen nahebringen. Vor allem dies war der Grund für die Verleihung des Ritterkreuzes des Verdienstordens der bayerischen Krone und die Erhebung in den persönlichen Adelsstand im Jahr 1893. In der Nacht vom 9. auf den 10. November 1907 starb Georg Hermann Ritter von Mühlig in Konstantinopel.
Der älteste Sohn Eduard wurde Königlich Preußischer Major in Hannover, sein zweiter Sohn Karl war zuletzt Kaiserlicher Konsul in Warna, der jüngste Sohn Friedrich wurde Arzt und Professor in Konstantinopel. Eine der beiden Töchter, Adelaide, heiratete den Gesandten Ferdinand Freiherr von Nordenflycht, dies soll die einzige heute noch bestehende Linie der Familie sein.
| Personendaten    | Personendaten                                                                |
| ---------------- | ---------------------------------------------------------------------------- |
| NAME             | Mühlig, Georg Hermann von                                                    |
| ALTERNATIVNAMEN  | Mühlig, Georg Hermann; Mühlig, Georg Hermann Ritter von (vollständiger Name) |
| KURZBESCHREIBUNG | deutscher Arzt in Konstantinopel                                             |
| GEBURTSDATUM     | 6. November 1826                                                             |
| GEBURTSORT       | Zweibrücken                                                                  |
| STERBEDATUM      | 9. November 1907                                                             |
| STERBEORT        | Istanbul                                                                     |